# Пятнистая акула Ригана
Пятнистая акула Ригана (лат. Holohalaelurus regani) — вид рода африканских пятнистых акул (Holohalaelurus) семейства кошачьих акул (Scyliorhinidae). Обитает у берегов Южной Африки и Намибии. Встречается в верхней части континентального шельфа на глубине 40—1075 м. Взрослые самцы держатся на большей глубине по сравнению с взрослыми самками и неполовозрелыми акулами. Молодые акулы имеют пёструю окраску в виде тёмных коричневых пятен. Взрослые акулы покрыты сетчатым узором или крупными отметинами. Фоновая окраска желтоватого цвета. Максимальный размер 69 см. Самцы крупнее самок.
Это довольно активный донный хищник, который питается костистыми рыбами, ракообразными и головоногими. Значительную часть рациона могут составлять отбросы промышленного рыболовства. Размножается, откладывая яйца, заключённые в капсулы, по два яйца за один раз. Размножение происходит круглый год. Эти безвредные рыбы не представляют коммерческой ценности и не являются объектом любительского рыболовства. Они регулярно попадают в качестве прилова к коммерческие донные тралы.

## Таксономия
Впервые пятнистая акула Ригана была описана в 1922 году южно-африканским ихтиологом Джоном Гилкристом в рыболовецком обзорном отчёте. Он отнёс новый вид к роду Scylliorhinus и дал ему видовое название regani в честь своего коллеги ихтиолога Чарльза Тейта Ригана. В 1934 году Генри Уид Фаулер причислил этот вид к недавно выделенному роду африканских пятнистых акул (Holohalaelurus, считавшимся тогда подродом  Halaelurus и выделенному в дальнейшем в отдельный род. Поскольку типового образца, соответствующего записи Гилкриста, не сохранилось, в 2006 году Бретт Хьюман назначил неотипом вида взрослого самца длиной 63 см, пойманного в Хондеклип-Бей.
Исторически в научной литературе между видами акул Holohalaelurus regani (Holohalaelurus punctatus и Holohalaelurus melanostigma) существовала путаница. Последний вид неоднократно принимали за ювенильную форму Holohalaelurus regani, который в свою очередь путали с Holohalaelurus grennian. В дальнейшем было описано две формы пятнистой акулы Ригана — типичная «мысовая» и «Натальная» или «северо-восточная». Позднее «северо-восточная» была описана как отдельный вид Holohalaelurus favus.

## Ареал и среда обитания
Пятнистая акула Ригана является эндемиком южной оконечности Африки. Её ареал охватывает прибрежье от Людерица, Намибия, на западе до Южной Африки на востоке. Ранние записи, которые свидетельствуют о присутствии этой акулы вдоль побережья восточной Африки (например, у берегов Сомали), скорее всего относятся к прочим представителям рода африканских пятнистых акул. Это распространённая донная рыба, населяющая внешнюю часть континентального шельфа и верхний материковый склон на глубине от 40 до 1075 м. У берегов Южной Африки она чаще встречается в тех местах, где континентальный шельф имеет наибольшую ширину. На юге этот вид держится в основном на глубине 100—200 м, а на западе на глубине 200—300 м. Взрослые самки и неполовозрелые акулы предпочитают менее глубокие воды по сравнению с самцами. В целом акулы круглый год остаются на одном и том же месте. Однако акулы, обитающие в самой южной точке отмели мыса Игольного, осенью могут совершать небольшие миграции по направлению к берегу.

## Описание
У пятнистых акул Ригана плотное, коренастое тело, резко сужающееся к голове. Голова очень короткая, широкая и плоская, с тупым рылом. Вытянутые по горизонтали овальные глаза расположены высоко на голове. Они оснащены рудиментарным третьим веком, под глазами имеются толстые выступы, а позади глаз — брызгальца. Ноздри предваряют треугольные складки кожи, которые почти достигают длинного рта с острыми углами. Борозды по углам рта отсутствуют. На верхней и нижней губах расположены бугорки. Во рту имеются 65 верхних и 60 нижних зубных рядов. Зубы довольно крупные. Каждый зуб имеет довольно большое и узкое центральное остриё и 1—2 маленьких латеральных зубцов. Имеются пять пар жаберных щелей.
Грудные плавники длинные и широкие. Первый спинной плавник начинается за основанием брюшных плавников, второй спинной плавник немного крупнее и начинается позади основания анального плавника. Брюшные и анальный плавники длинные и низкие. Они крупнее спинных плавников. Свободные кончики брюшных плавников частично срощены. У самцов имеются тонкие заострённые птеригоподии. Хвостовой стебель длинный и тонкий, особенно у молодых акул. Длина хвостового плавника составляет от ¼ до 1/5 от общей длины тела, нижняя лопасть неразвита, вблизи вершины верхней лопасти имеется вентральная выемка. Толстая кожа покрыта плакоидной чешуёй за исключением области вокруг жаберных щелей. Увеличенные чешуйки в видев шипов покрывают дорсальную поверхность грудных плавников и пролегают вдоль спины по средней линии от носа до основания второго спинного плавника. Тело неполовозрелых пятнистых акул Ригана покрыто узором из множества тёмно-коричневых пятен неправильной формы, разбросанных по жёлтому или жёлто-бурому фону. У взрослых рыб пятна сливаются, образуя обширные отметины. Брюхо ровного белого цвета. Позади головы, на нижней части тела и под парными плавниками имеются отчётливые сенсорные поры. Как и у прочих представителей рода африканских пятнистых акул, но в отличие от большинства костистых рыб, самцы пятнистых акул Ригана крупнее самок. Максимальная длина самцов составляет 69 см, а самок 52 см.

## Биология и экология
По сравнению с другими глубоководными акулами, у пятнистых акул Ригана сердце имеет большие размеры, что наводит на мысль о довольно активном образе жизни. Рацион составляют разнообразные костистые рыбы, ракообразные и головоногие моллюски. Крупные акулы потребляют больше ракообразных и меньше рыб. По крайней мере, некоторую часть рациона составляют отбросы промышленного рыболовства, поскольку в желудке этих акул были найдены пелагические животные, которые плавают слишком быстро, чтобы стать их добычей. Время от времени пятнистые акулы Ригана поедают многощетинковых червей, гидромедуз, брюхоногих и икру миксин. У этого вида в желудке часто паразитируют нематоды и плоские черви.
Пятнистые акулы Ригана является яйцекладущими. Размножение происходит круглый год. У взрослых самок имеется один функциональный яичник и два функциональных яйцевода. За один раз самки откладывают по одному яйцу из каждого яйцевода. Яйца заключены в светло-коричневую капсулу в форме кошёлки 3,6—4,3 см в длину и 1,2—1,5 см в поперечнике. По углам капсулы имеются длинные усики, которые, вероятно, помогают ей закрепится на дне. Капсула имеет бархатистую поверхность с продольными бороздками. Преобладание самок и молодых особей на меньшей глубине воды может свидетельствовать о том, что такие места служат этим акулам в качестве природного питомника. Новорожденные имеют длину 11 см. Самцы и самки достигают половой зрелости при длине 45—50 см и 40—45 см, соответственно.

## Взаимодействие с человеком
Пятнистые акулы Ригана не представляют опасности для человека. Коммерческой ценности не имеют. У берегов Кейптауна регулярно попадают в качестве прилова в донные тралы, объектом ловли которых является мерлуза. В отличие от большинства хрящевых рыб их количество в улове возрастает. Вероятно, такая устойчивость популяции связана с большой скоростью воспроизводства, высоким уровнем выживаемости выпущенных рыб, их разнообразной диетой и тем, что места нереста и обитания молоди находятся на глубинах, где отсутствует интенсивная добыча. Международный союз охраны природы присвоил этому виду статус «Вызывающий наименьшие опасения».